# Institut de recherche biomédicale et d’épidémiologie du sport
Das Institut de recherche biomédicale et d’épidémiologie du sport (IRMES) ist eine französische öffentliche Einrichtung für die biomedizinische und epidemiologische Forschung zum Sport unter der Anleitung von INSEP, INSERM, AP-HP und der Universität Paris Descartes. Es wird derzeit von Jean-Francois Toussaint geleitet.

## Publikationen
- G. Berthelot, V. Thibault, M. Tafflet, S. Escolano, N. El Helou u. a.: The Citius End: World Records Progression Announces the Completion of a Brief Ultra-Physiological Quest. In: PLoS ONE. 3(2), 2008, S. e1552. doi:10.1371/journal.pone.0001552
- F. D. Desgorces, G. Berthelot, N. El Helou, V. Thibault, M. Guillaume u. a.: From Oxford to Hawaii Ecophysiological Barriers Limit Human Progression in Ten Sport Monuments. In: PLoS ONE. 3(11), 2008, S. e3653. doi:10.1371/journal.pone.0003653
- M. Guillaume, N. E. Helou, H. Nassif, G. Berthelot, S. Len u. a.: Success in Developing Regions: World Records Evolution through a Geopolitical Prism. In: PLoS ONE. 4(10), 2009, S. e7573. doi:10.1371/journal.pone.0007573